# Parakatianna salmoni
Parakatianna salmoni är en urinsektsart som först beskrevs av Wise 1964.  Parakatianna salmoni ingår i släktet Parakatianna och familjen Katiannidae. Inga underarter finns listade i Catalogue of Life.